# Toda Mitsuhiro
Mitsuhiro Toda (sinh ngày 10 tháng 9 năm 1977) là một cầu thủ bóng đá người Nhật Bản.

## Sự nghiệp câu lạc bộ
Mitsuhiro Toda đã từng chơi cho FC Tokyo và Shimizu S-Pulse.